# Bolan’s Shoes
Bolan’s Shoes ist ein Filmdrama von Ian Puleston-Davies, das im März 2023 beim Manchester Film Festival seine Premiere feierte.

## Handlung
Marc Bolan war im Liverpool der 1970er Jahre mit der Band T. Rex der größte Star des Glam Rock. Er kommt jedoch 1977 bei einem Autounfall ums Leben. Nun, wo er seinen 75. Geburtstag feiern würde, besucht Penny, die ein großer Fan von Bolan ist, gemeinsam mit ihrem besten Freund in London den Schrein des T.-Rex-Frontman. Doch eine zufällige Begegnung dort katapultiert sie zurück in die 1970er Jahre.

## Biografisches
Marc Bolan war der Frontman der britischen Rockband T. Rex. Sie wurde 1967 in London gegründet und spielte hauptsächlich Psychedelic Folk. Sie gehörte zu den bekanntesten Vertretern des Glam Rocks. T. Rex landeten Anfang der 1970er Jahre zehn aufeinanderfolgende UK-Top-Ten-Singles und knackten die US-Top-Ten mit ihrem Song Get It On. Im Jahr 2020 wurde die Band in die Rock and Roll Hall of Fame aufgenommen. Der Filmtitel nimmt Bezug auf die für den Glam Rock klassisch gewordenen, auffälligen Schuhe, die Bolan während seiner Auftritte trug.

## Produktion

### Regie und Drehbuch
Regie führte Ian Puleston-Davies, der auch das Drehbuch schrieb. Es handelt sich um das Filmdebüt des walisischen Schauspielers, der unter anderem in der Serie Pennyworth zu sehen war. Als Drehbuchautor trat Puleston-Davies bereits bei dem Fernsehfilm Dirty Filthy Love von Michael Sheen aus dem Jahr 2004 in Erscheinung.

### Besetzung und Dreharbeiten

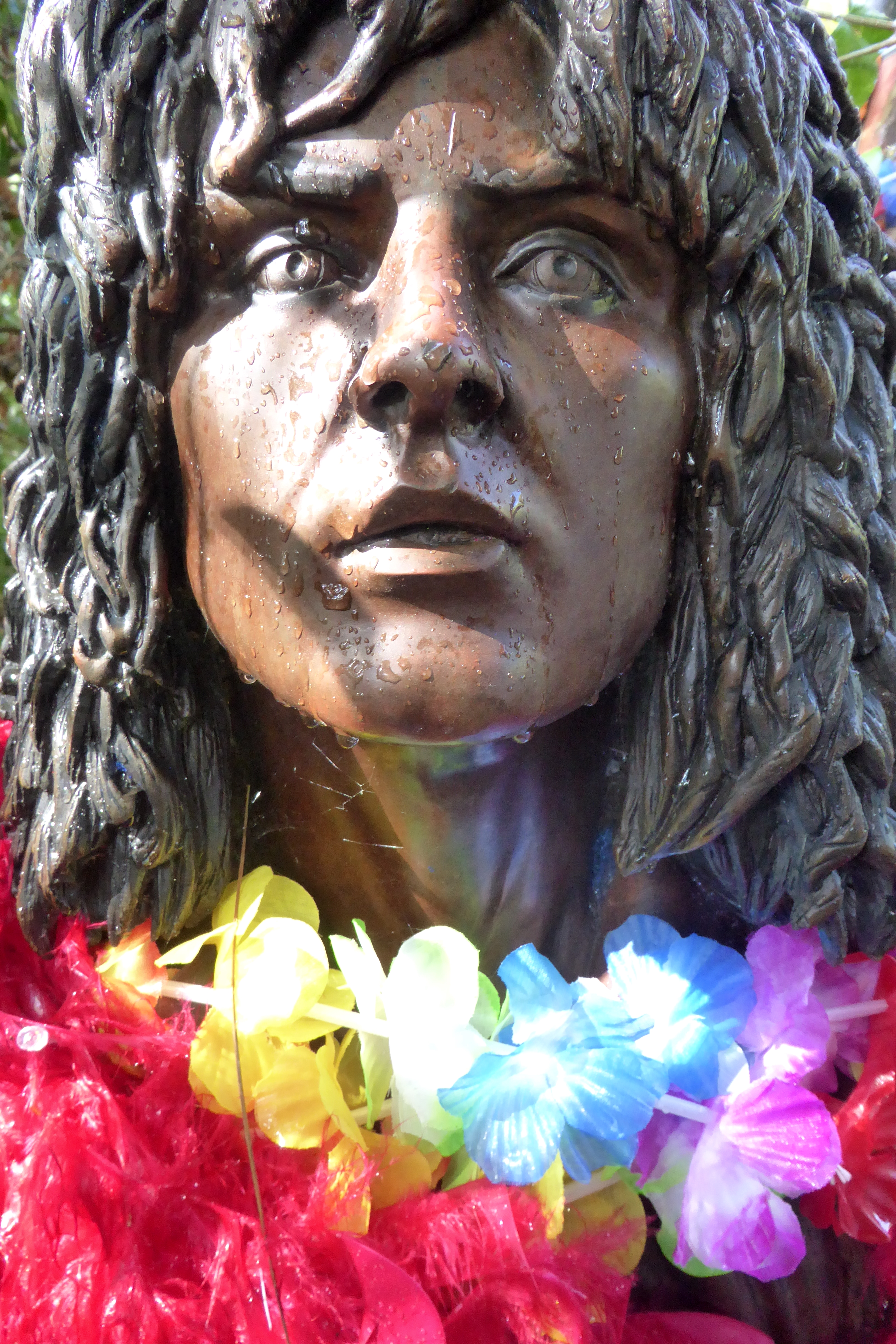
Marc Bolan war der Frontman von T. Rex

Phil Furlong gibt in der Rolle von T.-Rex-Frontman Marc Bolan sein Schauspieldebüt. Die britische Filmschauspielerin Leanne Best, vor allem bekannt für den Kurzfilm Cotton Wool und Fernsehserien wie Ripper Street, Home Fires und Carnival Row, spielt Penny. Als junge Frau wird diese von Eden Beach gespielt. Timothy Spall spielt in einer weiteren Hauptrolle Jimmy.
Gedreht wurde im Sommer 2021 in Liverpool im Nordwesten Englands und in Anglesey im Nordwesten von Wales. Hierfür arbeite Puleston-Davies mit Kameramann Richard Swingle zusammen.

### Filmmusik und Veröffentlichung
Die Filmmusik komponierte Ian Arber. Der Film verwendet zudem Musik von T. Rex. Rolan Bolan, der Sohn von Marc Bolan, fungierte als Associate Producer. Er gab die Erlaubnis, die Musik seines Vaters sowie sein Ebenbild für den Film zu verwenden.
Ursprünglich sollte der Film im Jahr 2022 veröffentlicht werden, in dem Bolans 45. Todestag war und sein 75. Geburtstag gewesen wäre. Die Premiere erfolgte schließlich am 18. März 2023 beim Manchester Film Festival. Ende März, Anfang April 2023 wurde der Film beim Cleveland International Film Festival gezeigt.

## Auszeichnungen
Manchester Film Festival 2023
- Auszeichnung mit dem Publikumspreis[8]

National Film Awards 2024
- Auszeichnung als Bester Spielfilm[9]